# Communauté de communes des Campagnes de l'Artois
La communauté de communes des campagnes de l'Artois est une structure intercommunale française située dans le département du Pas-de-Calais et la région Hauts-de-France. Elle est créée le 22 août 2016 avec pour date d’effet le 1er janvier 2017. Son siège est situé dans la commune de Avesnes-le-Comte. Elle regroupe 96 communes et totalise 33 141 habitants en 2021. Elle est localisée dans le sud-est du Pas-de-Calais et limitrophe du département de la Somme. 

## Historique
La loi portant nouvelle organisation territoriale de la République (Loi NOTRe), promulguée le 7 août 2015, redéfinit les compétences attribuées à chaque échelon territorial.
Elle prévoit que les établissements publics de coopération intercommunale (EPCI) à fiscalité propre doivent avoir un minimum de 15 000 habitants. Dans ce cadre, les communautés de communes des Deux sources, de l'Atrébatie et de la Porte des Vallées ont été amenées à fusionner,.
C'est ainsi que la communauté de communes des Campagnes de l'Artois a été créée par un arrêté préfectoral du 22 août 2016 qui a pris effet le 1er janvier 2017.
Dans le remaniement de la carte des communautés de communes, une partie des communes des précédentes structures a rejoint des intercommunalités voisines, comme la Communauté urbaine d'Arras pour Basseux, ou la communauté de communes du Sud-Artois pour Hébuterne, Foncquevillers, Gommecourt, Puisieux, par exemple.

## Territoire communautaire

### Géographie
Le territoire communautaire, principalement rural, qui regroupe 96 communes et totalise 33 141 habitants en 2021, est situé à environ 1 h de Lille, à 45 min d'Amiens et à 15 min d'Arras.

### Composition
La communauté de communes est composée des 96 communes suivantes :

| Nom                      | Code Insee | Gentilé              | Superficie (km2) | Population (dernière pop. légale) | Densité (hab./km2) |
| ------------------------ | ---------- | -------------------- | ---------------- | --------------------------------- | ------------------ |
| Avesnes-le-Comte (siège) | 62063      | Avesnois             | 9,38             | 1 817 (2022)                      | 194                |
| Adinfer                  | 62009      | Adinferrois          | 6,19             | 283 (2022)                        | 46                 |
| Agnez-lès-Duisans        | 62011      | Agnésiens            | 7,3              | 635 (2022)                        | 87                 |
| Agnières                 | 62012      | Agnièrois            | 3,25             | 255 (2022)                        | 78                 |
| Ambrines                 | 62027      | Ambrinois            | 4,68             | 212 (2022)                        | 45                 |
| Amplier                  | 62030      | Ampliois             | 8,71             | 303 (2022)                        | 35                 |
| Aubigny-en-Artois        | 62045      | Aubinois             | 6,27             | 1 484 (2022)                      | 237                |
| Bailleul-aux-Cornailles  | 62070      | Bailleulois          | 6,82             | 267 (2022)                        | 39                 |
| Bailleulmont             | 62072      | Bailleulmontois      | 5,41             | 216 (2022)                        | 40                 |
| Bailleulval              | 62074      | Bailleulvalois       | 3,9              | 233 (2022)                        | 60                 |
| Barly                    | 62084      | Barlysiens           | 6,15             | 203 (2022)                        | 33                 |
| Bavincourt               | 62086      | Bavincourtois        | 7,54             | 419 (2022)                        | 56                 |
| Beaudricourt             | 62091      | Beaudricourtois      | 4,58             | 98 (2022)                         | 21                 |
| Beaufort-Blavincourt     | 62092      | Beaufortins          | 7,98             | 404 (2022)                        | 51                 |
| Berlencourt-le-Cauroy    | 62111      | Berlencourtois       | 7,48             | 273 (2022)                        | 36                 |
| Berles-au-Bois           | 62112      | Berlois              | 8,9              | 538 (2022)                        | 60                 |
| Berles-Monchel           | 62113      | Berlois              | 8,33             | 487 (2022)                        | 58                 |
| Berneville               | 62115      | Bernevillois         | 5,63             | 475 (2022)                        | 84                 |
| Béthonsart               | 62118      | Béthonsartois        | 4,21             | 150 (2022)                        | 36                 |
| Bienvillers-au-Bois      | 62130      | Bienvillois          | 7,39             | 665 (2022)                        | 90                 |
| Blairville               | 62135      | Blairvillois         | 4,6              | 306 (2022)                        | 67                 |
| Camblain-l'Abbé          | 62199      | Camblinois           | 5,61             | 681 (2022)                        | 121                |
| Cambligneul              | 62198      | Cambligneulois       | 4,69             | 347 (2022)                        | 74                 |
| Canettemont              | 62208      | Canettemontois       | 1,79             | 68 (2022)                         | 38                 |
| Capelle-Fermont          | 62211      | Capellois-Fermontois | 2,96             | 221 (2022)                        | 75                 |
| La Cauchie               | 62216      | Calcéens             | 2,2              | 210 (2022)                        | 95                 |
| Chelers                  | 62221      | Chelerois            | 8,04             | 244 (2022)                        | 30                 |
| Couin                    | 62242      | Couinois             | 5,82             | 79 (2022)                         | 14                 |
| Coullemont               | 62243      | Coullemontois        | 4,04             | 116 (2022)                        | 29                 |
| Couturelle               | 62253      | Couturellois         | 2,1              | 76 (2022)                         | 36                 |
| Denier                   | 62266      | Deniérois            | 3,1              | 93 (2022)                         | 30                 |
| Duisans                  | 62279      | Duisanais            | 10,72            | 1 393 (2022)                      | 130                |
| Estrée-Wamin             | 62316      | Estrée-Waminois      | 5,2              | 218 (2022)                        | 42                 |
| Famechon                 | 62322      | Famechonais          | 4,61             | 111 (2022)                        | 24                 |
| Fosseux                  | 62347      | Fossessois           | 5,43             | 126 (2022)                        | 23                 |
| Frévillers               | 62362      | Frévillerois         | 5,07             | 239 (2022)                        | 47                 |
| Frévin-Capelle           | 62363      | Frévinois            | 3,59             | 393 (2022)                        | 109                |
| Gaudiempré               | 62368      | Gaudiemprois         | 6,26             | 213 (2022)                        | 34                 |
| Givenchy-le-Noble        | 62372      | Givenciens           | 2,52             | 152 (2022)                        | 60                 |
| Gouves                   | 62378      | Gouvois              | 2,64             | 197 (2022)                        | 75                 |
| Gouy-en-Artois           | 62379      | Govinois             | 10,11            | 326 (2022)                        | 32                 |
| Grand-Rullecourt         | 62385      | Roricourtois         | 10,71            | 380 (2022)                        | 35                 |
| Grincourt-lès-Pas        | 62389      | Grincourtois         | 2,79             | 30 (2022)                         | 11                 |
| Habarcq                  | 62399      | Habarcquois          | 7,03             | 656 (2022)                        | 93                 |
| Halloy                   | 62404      | Halloyens            | 3,4              | 196 (2022)                        | 58                 |
| Hannescamps              | 62409      | Hannescampois        | 3,17             | 200 (2022)                        | 63                 |
| Haute-Avesnes            | 62415      | Hautavesnois         | 3,97             | 462 (2022)                        | 116                |
| Hauteville               | 62418      | Hautevillois         | 4,06             | 306 (2022)                        | 75                 |
| Hendecourt-lès-Ransart   | 62425      | Hennecourtois        | 2,21             | 142 (2022)                        | 64                 |
| Hénu                     | 62430      | Haisnois             | 4,38             | 151 (2022)                        | 34                 |
| La Herlière              | 62434      | Herliérois           | 5,4              | 136 (2022)                        | 25                 |
| Hermaville               | 62438      | Hermavillois         | 6,32             | 532 (2022)                        | 84                 |
| Houvin-Houvigneul        | 62459      | Houvinois            | 8,66             | 244 (2022)                        | 28                 |
| Humbercamps              | 62465      | Humbercampois        | 3,58             | 219 (2022)                        | 61                 |
| Ivergny                  | 62475      | Ivriacois            | 7,34             | 240 (2022)                        | 33                 |
| Izel-lès-Hameau          | 62477      | Izelois              | 8,51             | 740 (2022)                        | 87                 |
| Lattre-Saint-Quentin     | 62490      | Lattrois             | 7,63             | 318 (2022)                        | 42                 |
| Liencourt                | 62507      | Liencourtois         | 3,36             | 301 (2022)                        | 90                 |
| Lignereuil               | 62511      | Linerolois           | 2,92             | 140 (2022)                        | 48                 |
| Magnicourt-en-Comte      | 62536      | Magnicourtois        | 9,86             | 645 (2022)                        | 65                 |
| Magnicourt-sur-Canche    | 62537      | Magnicourtois        | 4,57             | 106 (2022)                        | 23                 |
| Maizières                | 62542      | Maiziérois           | 6,86             | 204 (2022)                        | 30                 |
| Manin                    | 62544      | Maninois             | 4,07             | 182 (2022)                        | 45                 |
| Mingoval                 | 62574      | Mingovalois          | 3,79             | 231 (2022)                        | 61                 |
| Monchiet                 | 62578      | Monchiettois         | 2,74             | 104 (2022)                        | 38                 |
| Monchy-au-Bois           | 62579      | Monchyens            | 10,98            | 546 (2022)                        | 50                 |
| Mondicourt               | 62583      | Mondicourtois        | 5,06             | 579 (2022)                        | 114                |
| Montenescourt            | 62586      | Montenescourtois     | 5,08             | 444 (2022)                        | 87                 |
| Noyelle-Vion             | 62630      | Noyellois            | 5,36             | 270 (2022)                        | 50                 |
| Noyellette               | 62629      | Noyellettois         | 2,02             | 156 (2022)                        | 77                 |
| Orville                  | 62640      | Orvillois            | 11,95            | 350 (2022)                        | 29                 |
| Pas-en-Artois            | 62649      | Passois              | 10,88            | 763 (2022)                        | 70                 |
| Penin                    | 62651      | Peninois             | 9,14             | 468 (2022)                        | 51                 |
| Pommera                  | 62663      | Pommerayens          | 4,42             | 308 (2022)                        | 70                 |
| Pommier                  | 62664      | Pommiérois           | 5,82             | 241 (2022)                        | 41                 |
| Rebreuve-sur-Canche      | 62694      | Rebreuvois           | 8,28             | 188 (2022)                        | 23                 |
| Rebreuviette             | 62695      | Reubreuviettois      | 8,42             | 253 (2022)                        | 30                 |
| Saint-Amand              | 62741      | Saint-Amandinois     | 5,45             | 119 (2022)                        | 22                 |
| Sars-le-Bois             | 62778      | Sarsois              | 2,39             | 79 (2022)                         | 33                 |
| Sarton                   | 62779      | Sartonais            | 6,6              | 187 (2022)                        | 28                 |
| Saulty                   | 62784      | Saltusiens           | 12,75            | 761 (2022)                        | 60                 |
| Savy-Berlette            | 62785      | Savinois             | 7,49             | 912 (2022)                        | 122                |
| Simencourt               | 62796      | Simencourtois        | 5,06             | 567 (2022)                        | 112                |
| Sombrin                  | 62798      | Sombrinois           | 6,61             | 206 (2022)                        | 31                 |
| Le Souich                | 62802      | Souichois            | 5,11             | 194 (2022)                        | 38                 |
| Sus-Saint-Léger          | 62804      | Léodégardiens        | 7,31             | 362 (2022)                        | 50                 |
| Thièvres                 | 62814      | Thiévrois            | 1,26             | 92 (2022)                         | 73                 |
| Tilloy-lès-Hermaville    | 62816      | Tilloysiens          | 2,87             | 216 (2022)                        | 75                 |
| Tincques                 | 62820      | Tincquois            | 10,68            | 808 (2022)                        | 76                 |
| Villers-Brûlin           | 62856      | Villers-Brûlinois    | 3,81             | 371 (2022)                        | 97                 |
| Villers-Châtel           | 62857      | Villers-Châtellois   | 3,17             | 127 (2022)                        | 40                 |
| Villers-Sir-Simon        | 62860      | Villerois            | 2,47             | 136 (2022)                        | 55                 |
| Wanquetin                | 62874      | Wanquetinois         | 10,18            | 737 (2022)                        | 72                 |
| Warlincourt-lès-Pas      | 62877      | Warlincourtois       | 5,19             | 165 (2022)                        | 32                 |
| Warlus                   | 62878      | Warlusiens           | 5,43             | 379 (2022)                        | 70                 |
| Warluzel                 | 62879      | Warluzelois          | 4,02             | 215 (2022)                        | 53                 |

### Démographie
| 1968   | 1975   | 1982   | 1990   | 1999   | 2010   | 2015   | 2021   |
| ------ | ------ | ------ | ------ | ------ | ------ | ------ | ------ |
| 28 135 | 27 435 | 29 063 | 31 081 | 31 120 | 33 133 | 33 631 | 33 141 |

### Logement
En 2022, le nombre total de logements dans la communauté de communes était de 15 198, alors qu'il était de 14 791 en 2016 et de 14 069 en 2011
, soit une progression du nombre total de logements de 8,0 % depuis 2011.
Parmi ces 15 198 logements, 90,6 % étaient des résidences principales, (soit 13 767 logements), 2,3 % des résidences secondaires et 7,2 % des logements vacants. Ces logements étaient pour 95,9 % d'entre eux des maisons individuelles et pour 3,9 % des appartements.
Sur les 13 767 résidences principales, 80,5 % sont occupées par des propriétaires, 18,0 % par des locataires et 1,5 % par des personnes logées gratuitement.
Le tableau ci-dessous présente la typologie des logements dans la communauté de communes en 2022 en comparaison avec celle du Pas-de-Calais et de la France entière. Une caractéristique marquante du parc de logements est ainsi la faible proportion des résidences secondaires et logements occasionnels (2,3 %) par rapport au département (6,6 %) et à la France entière (9,7 %) ainsi que d'une proportion de logements vacants (7,2 %) inférieure à celle du département (7,2 %) et de la France entière (8 %).
| Typologie                                               | Communauté de communes | Pas-de-Calais | France entière |
| ------------------------------------------------------- | ---------------------- | ------------- | -------------- |
| Résidences principales (en %)                           | 90,6                   | 86,2          | 82,3           |
| Résidences secondaires et logements occasionnels (en %) | 2,3                    | 6,6           | 9,7            |
| Logements vacants (en %)                                | 7,2                    | 7,2           | 8              |

Le tableau ci-dessous présente le type de combustible principal utilisé dans les résidences principales ainsi que l'évolution des différents types de combustible entre 2011 et 2022.
| Type de combustible principal du logement | Communauté de communes | Communauté de communes | Communauté de communes | Pas-de-Calais 2022 |
| Type de combustible principal du logement | 2011                   | 2022                   | △                      | Pas-de-Calais 2022 |
| ----------------------------------------- | ---------------------- | ---------------------- | ---------------------- | ------------------ |
| Gaz de ville - réseau de chaleur          | 10,1 %                 | 10,8 %                 | 0,7                    | 51,7 %             |
| Fioul (mazout)                            | 36,8 %                 | 26,8 %                 | -10                    | 7,4 %              |
| Électricité                               | 26,1 %                 | 27,6 %                 | 1,5                    | 24,4 %             |
| Gaz en bouteilles ou en citerne           | 3,4 %                  | 2,5 %                  | -0,9                   | 1,0 %              |
| Autres (bois, solaire, géothermie, etc.)  | 23,6 %                 | 32,1 %                 | 8,5                    | 15,5 %             |

### Économie

#### Revenus de la population et fiscalité
En 2021, la communauté de communes compte 13 632 ménages fiscaux, regroupant 33 702 personnes.
En 2021, le revenu fiscal médian par ménage, le taux de pauvreté des ménages et la part des ménages fiscaux imposés de la communauté de communes, du département du Pas-de-Calais et de la métropole sont les suivants :
- le revenu fiscal médian par ménage de la communauté de communes est de 23 370 €, supérieur à celui du département du Pas-de-Calais (20 720 €) et supérieur à celui de la France métropolitaine (23 080 €)[Insee 8],[Insee 9],[Insee 10] ;
- le taux de pauvreté des ménages de la communauté de communes est de 10 %, inférieur à celui du département du Pas-de-Calais (18,4 %) et inférieur à celui de la métropole (14,9 %)[Insee 11],[Insee 12],[Insee 13] ;
- la part des ménages fiscaux imposés dans la communauté de communes est de 52,4 %, supérieure à celle du département du Pas-de-Calais (44,1 %) et inférieure à celle de la métropole (53,4 %)[Insee 8],[Insee 9],[Insee 10].

#### Emploi
|                              | 2011   | 2016   | 2022   |
| ---------------------------- | ------ | ------ | ------ |
| CC des Campagnes de l'Artois | 8,7 %  | 10,2 % | 7,4 %  |
| Département                  | 11,3 % | 13,7 % | 11,2 % |
| France métropolitaine        | 11,6 % | 13,7 % | 11,7 % |

En 2022, la population âgée de 15 à 64 ans s'élève à 20 226 personnes, parmi lesquelles on compte 77,7 % d'actifs (71,9 % ayant un emploi et 5,7 % de chômeurs) et 22,3 % d'inactifs,. En 2022, le taux de chômage (au sens du recensement) des 15-64 ans est inférieur à celui du département et inférieur à celui de la France métropolitaine.
La communauté de communes compte 7 484 emplois en 2022, contre 7 174 en 2016 et 7 368 en 2011. Le nombre d'actifs ayant un emploi résidant dans la communauté de communes est de 14 751, soit un indicateur de concentration d'emploi de 50,7 et un taux d'activité parmi les 15 ans ou plus de 58,7 %.
Sur ces 14 751 actifs de 15 ans ou plus ayant un emploi, 12 566 travaillent dans la communauté de communes, soit 85 % des habitants. Pour se rendre au travail, 88,3 % des habitants de la communauté de communes utilisent une voiture, un camion ou une fourgonnette, 2,4 % les transports en commun, 4,4 % s'y rendent en deux-roues motorisé, à vélo ou à pied et 5,0 % n'ont pas besoin de transport (travail au domicile).

#### Entreprises et commerces

##### Activités hors agriculture
En 2022, 1 919 établissements marchands non agricoles sont économiquement actifsdans la  communauté de communes,,.
| Secteur d'activité                                                                                        | CC des Campagnes de l'Artois | CC des Campagnes de l'Artois | Département |
| Secteur d'activité                                                                                        | Nombre                       | %                            | %           |
| --- | ---------------------------- | ---------------------------- | ----------- |
| Ensemble                                                                                                  | 1 919                        | 100 %                        | (100 %)     |
| Industrie manufacturière, industries extractives et autres                                                | 150                          | 7,8 %                        | (5,3 %)     |
| Construction                                                                                              | 311                          | 16,2 %                       | (11,7 %)    |
| Commerce de gros et de détail, transports, hébergement et restauration                                    | 428                          | 22,3 %                       | (22,5 %)    |
| Information et communication                                                                              | 35                           | 1,8 %                        | (3,6 %)     |
| Activités financières et d'assurance                                                                      | 106                          | 5,5 %                        | (5,3 %)     |
| Activités immobilières                                                                                    | 133                          | 6,9 %                        | (5,7 %)     |
| Activités spécialisées, scientifiques et techniques et activités de services administratifs et de soutien | 285                          | 14,9 %                       | (20,2 %)    |
| Administration publique, enseignement, santé humaine et action sociale                                    | 293                          | 15,3 %                       | (15,8 %)    |
| Autres activités de services                                                                              | 178                          | 9,3 %                        | (9,9 %)     |

Le secteur de la construction est prépondérant dans la communauté de communes puisqu'il représente 16,2 % du nombre total d'établissements de la commune (311 sur les 1919 entreprises implantées dans la communauté de communes), contre 11,7 % au niveau départemental, à l'inverse, le secteur des activités spécialisées, scientifiques et techniques et activités de services administratifs et de soutien avec 14,9 % du nombre total d'établissements est inférieur à celui du département (20,2 %). Tous les autres secteurs d'activité ont des taux proches de ceux du département.   

#### Tourisme

##### Hôtellerie, camping et autres hébergements collectifs
Au 1er janvier 2025, la communauté de communes des Campagnes de l'Artois dispose d'un hôtel pour une capacité totale de six chambres, de trois campings totalisant 366 emplacements et d'aucun autre type d'hébergement collectif,.

## Organisation

### Siège
Le siège de la communauté de communes est à Avesnes-le-Comte, 1050 rue François Mitterrand.
Toutefois, l'intercommunalité aménage en 2018 son futur siège, toujours à Avesnes-le-Comte, dans les locaux des anciens Meubles Thobois. Le bâtiment accueillera également des permanences (Pôle emploi, CAF…) ainsi qu'une crèche privée.

### Élus
La communauté de communes est gérée par un conseil communautaire composé pour la mandature 2020-2026 de 115 conseillers municipaux représentant chacune des communes membres et répartis en fonction de leur population de la manière suivante :

- 6 délégués pour Avesnes-le-Comte ;

- 4 délégués pour Aubigny-en-Artois ;

- 3 délégués pour Duisans ;

- 2 délégués pour Agnez-les-Duisans, Camblain-l'Abbé, Habarcq, Izel-lès-Hameau, Pas-en-Artois, Saulty, Savy-Berlette, Tincques et Wanquetin ;.

- 1 délégué ou son suppléant pour les autres communes.
Au terme des élections municipales de 2020 dans le Pas-de-Calais, le conseil communautaire renouvelé a réélu le 15 juillet 2020  son président, Michel Seroux, maire de Haute-Avesnes, ainsi que ses onze vice-présidents, qui sont : 
1. Éric Poulain, maire de Duisans, chargé de la gestion financière ;
2. Catherine Libessart, maire de Warlus, chargé de l'aménagement du territoire ;
3. Françoise Simon, maire de Simencourt, chargé du patrimoine immobilier ;
4. Jean-Michel Schulz, maire d'Izel-lès-Hameau, chargé de l'enfance, jeunesse ;
5. Gérard Nicolle, maire de Noyelle-Vion, chargé de l'action sociale :
6. Damien Bricout, maire de Warluzel, chargé de la gestion de l’environnement ;
7. Jean-Jacques Thellier, maire de Berles-Monchel, chargé du PCAET (plan climat air énergie territoriale);
8. Maurice Soyez, maire de Bailleur-aux-Cornailles, chargé de l'assainissement ;
9. Guillaume Lefebvre, adjoint au maire de Wanquetin, chargée de la politique sportive, événementiel culturel et sportive, lecture publique ;
10. Marie Bernard, maire de La Cauchie, chargé de la politique culturelle et touristique ;
11. Stéphane Gomes, maire de Mondicourt, chargé de la communication  et du numérique.

.

### Liste des présidents
| Période      | Période                      | Identité      | Étiquette | Qualité |
| ------------ | ---------------------------- | ------------- | --------- | --- |
| janvier 2017 | En cours (au 6 janvier 2021) | Michel Seroux | LR        | Maire de Haute-Avesnes (1995 → ) Président de la CC Val de Gy (2008 → 2012) Président de la CC La Porte des Vallées (2013 → 2016) Réélu pour le manadt 2020-2026 |

### Compétences
L'intercommunalité exerce les compétences qui lui ont été transférées par les communes membres, dans les conditions déterminées par le code général des collectivités territoriales.
Elle doit obligatoirement exercer des compétences relevant des champs suivants : 
- Aménagement de l'espace pour la conduite d'actions d'intérêt communautaire ; schéma de cohérence territoriale (CSOT) ; plan local d'urbanisme (PLU) ,  et carte communale ... ;
- Actions de développement économique : zones d'activité, politique locale du commerce et soutien aux activités commerciales d'intérêt communautaire ; promotion du tourisme, dont la création d'offices de tourisme
- Gestion des milieux aquatiques et prévention des inondations (GEMAPI) ;
- Aires d'accueil des gens du voyage et des terrains familiaux locatifs ;
- Collecte et traitement des déchets des ménages et déchets assimilés (cette compétente est transférée pour la majorité des communes au SMAV (Syndicat mixte Artois valorisation qui exerce également pour la communauté de communes du Sud-Artois et la communauté urbaine d'Arras) et pour le reste au SMIRTOM du plateau picard nord (qui exerce également pour les communautés de communes des Deux sources, du Bernavillois, du Bocage Hallue et du Doullennais).

Elle doit exercer au moins trois des neuf compétences optionnelles suivantes : 
- Protection et mise en valeur de l'environnement ;
- Politique du logement et du cadre de vie ;
- Politique de la ville ;
- Voirie ;
- équipements sportifs et scolaires d'intérêt communautaire ;
- Action sociale d'intérêt communautaire ;
- Assainissement des eaux usées ;
- Eau ;
- Maisons de services au public.

Une communauté de communes peut également décider de rajouter d'autres compétences à cette liste.
La définition précise des compétences transférées est faite par arrêté préfectoral sur proposition du conseil communautaire et après avis des conseils municipaux

### Régime fiscal et budget
La Communauté de communes est un établissement public de coopération intercommunale à fiscalité propre.
Afin de financer l'exercice de ses compétences, l'intercommunalité perçoit la fiscalité professionnelle unique (FPU) – qui a succédé à la taxe professionnelle unique (TPU) – et assure une péréquation de ressources entre les communes résidentielles et celles dotées de zones d'activité.
Elle perçoit également une bonification de la dotation globale de fonctionnement.
L'intercommunalité ne verse pas de dotation de solidarité communautaire (DSC) à ses communes membres.

### Effectifs et moyens
Afin d'assurer la mise en œuvre de ses compétences, les Campagnes de l'Artois disposaient à leur création de 80 agents issus des anciennes intercommunalités.

## Projets et réalisations
Conformément aux dispositions légales, une communauté de communes a pour objet d'associer des « communes au sein d'un espace de solidarité, en vue de l'élaboration d'un projet commun de développement et d'aménagement de l'espace ».

### Projets

#### Habitat
Une Opération programmée d'amélioration de l'habitat (OPAH) est menée sur 44 des communes de l'intercommunalité, afin d'améliorer et adapter l'habitat ancien, la lutte cintre l'habitat dégradé et le développement et la production d’une nouvelle offre locative.

#### Enseignement
L'intercommunalité construit le bâtiment du regroupement pédagogique concentré (RPC) de Berlincourt-le-Cauroy,  qui scolarisera 324 enfants domiciliés dans 21 communes. Le bâtiment est conçu pour contribuer au développement durable : panneaux photovoltaïques, toiture végétalisée et chaudière biomasse

#### Santé
L'intercommunalité prévoit la construction d'une maison de santé vers 2020 à Avesnes-le-Comte, rue du Bois Bloquet, sur un terrain donné par la commune et qui devrait également accueillir un béguinage, et, à terme, d'autres logements.